# Obitz Gábor
Obitz Gábor, Óbecsei, Ormai (Budapest, 1899. január 18. – 1953. március 20.) válogatott labdarúgó, fedezet, majd edző.

## Pályafutása

### Klubcsapatban
A Ferencvárosban 1920 és 1931 között összesen 258 mérkőzésen szerepelt (115 bajnoki, 112 nemzetközi, 31 hazai díjmérkőzés) és 10 gólt szerzett (2 bajnoki, 8 egyéb).

### A válogatottban
1921 és 1930 között 15 alkalommal szerepelt a válogatottban. Tagja volt az 1924-es párizsi olimpián részt vevő csapatnak.

### Edzőként
1918-tól kezdve 1952-ig a Finn Labdarúgószövetség elnöke Erik von Frenckell volt, akinek nagy szerepe volt abban, hogy Helsinki elnyerte az 1940-es olimpia rendezési jogát. A nagy lelkesedés hatására 1939 elején magyar edzőt szerződtettek az olimpiai labdarúgócsapat élére Obitz Gábor személyében. Obitz így nyilatkozott a Sporthirlap riportérének: „Finn testvéreink is többet várnak tőlem, a magyartól, mintha más nemzetiségű edzőt szerződtettek volna. Ezt éreztem a velük való tárgyalások folyamán is. Igyekezni fogok beváltani a hozzám fűzött reményeket. Talán sikerül a rendelkezésre álló másfél év alatt valamit kihozni a finn futballistaanyagból.” (Sporthirlap, 1939. február 1.) Alig három héttel később az olimpia sajtófőnöke, Ralpf Enckel így számolt be az edző megérkezéséről: „Egyelőre csak annyit mondhatok, hogy a magyar futballedzőt mindenki szeretettel fogadta Helsinkiben. A finn olimpiai bizottság örömmel ragadta meg az alkalmat, hogy a testvér magyar nemzet kiváló futballtudósát hozathatta el az olimpiai előkészületek vezetésére.” (Sporthirlap, 1939. február 22.) 
A magyar híradásokból kiderül, hogy egészen áprilisig Obitz tornatermi gyakorlatokat végeztetett a játékosokkal, addig ugyanis nem tudták használni a jégpályának használt futballpályákat. Obitz első mérkőzésén júliusban a világbajnoki címvédő olaszoktól szenvedtek szoros mérkőzésen 2:3-as vereséget, augusztus elején pedig az észteket győzték le 4:2-re. Szeptemberben három találkozón léptek pályára, a finn válogatott kikapott a dán, a norvég és a lett csapattól is. 
A második világháború kitörésével egyértelművé vált, hogy az 1940-es nyári olimpiát nem fogják megrendezni. Ennek tudatában a finn szövetség megköszönte Obitz munkáját, aki hazatért Magyarországra. 1940 februárjában így nyilatkozott: „Szorgalmas nép a finn és mivel eleme a sport, természetes, hogy a labdarúgó ifjúsággal sem volt semmi bajom a nevelés szempontjától. Szívesen tanultak és rengeteget dolgoztak. Nekem nem kellett iramot diktálnom, szinte ők ragadtak magukkal. Minden csapat pompás erőben küzdötte végig mérkőzéseit. Finnországban az erőnléti szakgyakorlat és irodalom a legtökéletesebben kifejlesztett ága a sportnak. Örülök, hogy köztük élhettem ilyen rövid ideig is.” (Sporthirlap, 1940. február 21.)

## Sikerei, díjai

### Játékosként
- Magyar bajnokság
  - bajnok: 1926–27, 1927–28
  - 2.: 1921–22, 1928–29, 1929–30
  - 3.: 1920–21, 1930–31
- Magyar kupa
  - győztes: 1922, 1927, 1928
- Közép-európai kupa (KK)
  - győztes: 1928
- Északnémet bajnokság
  - bajnok: 1926
- Északnémét kupa
  - győztes: 1925, 1926
- Német bajnokság
  - elődöntős: 1926

## Statisztika

### Mérkőzései a válogatottban
| Magyarország | Magyarország         | Magyarország                    | Magyarország  | Magyarország | Magyarország  | Magyarország          | Magyarország | Magyarország |
| #            | Dátum                | Helyszín                        | Hazai         | Eredmény     | Vendég        | Kiírás                | Gólok        | Esemény      |
| ------------ | -------------------- | ------------------------------- | ------------- | ------------ | ------------- | --------------------- | ------------ | ------------ |
| 1.           | 1921. november 6.    | Budapest, Üllői úti pálya       | Magyarország  | 4 – 2        | Svédország    | barátságos            | -            |              |
| 2.           | 1921. december 18.   | Budapest, Hungária körúti pálya | Magyarország  | 1 – 0        | Lengyelország | barátságos            | -            |              |
| 3.           | 1922. április 30.    | Budapest, Hungária körúti pálya | Magyarország  | 1 – 1        | Ausztria      | barátságos            | -            |              |
| 4.           | 1924. május 26.      | Párizs, Bergeyre-pálya (FRA)    | Magyarország  | 5 – 0        | Lengyelország | olimpia, első forduló | -            |              |
| 5.           | 1924. május 29.      | Párizs, Stade-Paris pálya (FRA) | Egyiptom      | 3 – 0        | Magyarország  | olimpiai nyolcaddöntő | -            |              |
| 6.           | 1926. november 14.   | Budapest, Üllői úti pálya       | Magyarország  | 3 – 1        | Svédország    | barátságos            | -            |              |
| 7.           | 1926. december 19.   | Vigo                            | Spanyolország | 4 – 2        | Magyarország  | barátságos            | -            |              |
| 8.           | 1927. április 10.    | Bécs, Hohe Warte                | Ausztria      | 6 – 0        | Magyarország  | barátságos            | -            |              |
| 9.           | 1927. április 24.    | Prága, Sparta-pálya             | Csehszlovákia | 4 – 1        | Magyarország  | barátságos            | -            |              |
| 10.          | 1927. szeptember 25. | Zágráb                          | Jugoszlávia   | 5 – 1        | Magyarország  | barátságos            | -            |              |
| 11.          | 1928. március 25.    | Budapest. Üllői úti pálya       | Magyarország  | 2 – 1        | Jugoszlávia   | barátságos            | -            |              |
| 12.          | 1928. április 22.    | Budapest, Üllői úti pálya       | Magyarország  | 2 – 0        | Csehszlovákia | Európa-kupa           | -            |              |
| 13.          | 1928. május 6.       | Budapest. Hungária körúti pálya | Magyarország  | 5 – 5        | Ausztria      | barátságos            | -            |              |
| 14.          | 1929. október 6.     | Budapest, Hungária körúti pálya | Magyarország  | 2 – 1        | Ausztria      | barátságos            | -            |              |
| 15.          | 1930. április 13.    | Bázel                           | Svájc         | 2 – 2        | Magyarország  | barátságos            | -            |              |
|              | Összesen             |                                 |               | 15           | mérkőzés      |                       | 0            | gól          |